# Анандејл (Минесота)
Анандејл (енгл. Annandale) град је у америчкој савезној држави Минесота.

## Демографија
По попису из 2010. године број становника је 3.228, што је 544 (20,3%) становника више него 2000. године.
| Група             | 2000.         | 2010.         |
| Белци             | 2.610 (97,2%) | 3.073 (95,2%) |
| Афроамериканци    | 10 (0,4%)     | 15 (0,5%)     |
| Азијати           | 7 (0,3%)      | 9 (0,3%)      |
| Хиспаноамериканци | 26 (1,0%)     | 101 (3,1%)    |
| Укупно            | 2.684         | 3.228         |